# Frévent
Frévent es una comuna y localidad francesa perteneciente al departamento de Paso de Calais, en la región Norte-Paso de Calais. Es la localidad natal de los revolucionarios Philippe-François-Joseph Le Bas y Antoine-Adrien Lamourette.

## Demografía
| 4386 | 4531 | 4322 | 4217 | 4121 | 3952 |
| Para los censos de 1962 a 1999 la población legal corresponde a la población sin duplicidades (Fuente: INSEE [Consultar]) |      |      |      |      |      |